# Joaquín Fernández Prida
Joaquín Fernández Prida (Oviedo, 31 de març de 1863 - † Madrid, 29 d'octubre de 1942) fou un advocat i polític espanyol, va ser ministre de Gracia i Justícia, ministre de Governació, ministre de Marina i ministre d'Estat durant el regnat d'Alfons XIII.

## Biografia
Es va llicenciar en dret en la Universitat d'Oviedo en 1882, continuant els seus estudis a Madrid, on es va doctorar en 1884. En 1886 va guanyar la càtedra de Dret Internacional en la Universitat de Sevilla, passant en 1893 a impartir aquesta disciplina a Santiago de Compostel·la i en 1898 a la Universitat Central de Madrid, al claustre de la qual va pertànyer fins a la seva jubilació el 1933. Va adquirir gran prestigi com iusinternacionalista, sent autor d'una notable obra científica. Va col·laborar en nombroses revistes especialitzades i periòdics. La seva autoritat va ser reconeguda a l'estranger, sent requerits els seus serveis com a àrbitre pels governs d'Alemanya i Regne Unit per fallar sobre un litigi que sostenien sobre la frontera en la badia de Walvis, a Àfrica.
Va ser membre del Partit Conservador, seguidor d'Antoni Maura. En 1903 fou nomenat senador per la Universitat de Valladolid para, en 1919, ser nomenat senador vitalici.
Va ser ministre de Gracia i Justícia entre el 3 de novembre de 1917 i el 22 de març de 1918 en un gabinet presidit per Manuel García Prieto. Posteriorment ocuparia la cartera de ministre de Governació al govern que entre el 12 de desembre de 1919 i el 5 de maig de 1920 presidiria Manuel Allendesalazar. Amb aquest mateix polític seria titular del ministeri de Marina entre el 13 de març i el 4 d'agost de 1921 i, finalment exerciria la cartera d'Estat amb Sánchez Guerra entre el 8 de març i el 4 de desembre de 1922. Va ser també vocal de l'Institut de Reformes Socials i de la Junta d'Ampliació d'Estudis. Amb l'adveniment de la Dictadura de Primo de Rivera, es va negar a col·laborar amb aquest règim i, més tard, com a monàrquic, va intervenir contra la República. Va representar Espanya en diversos congressos internacionals i va dirigir l'Institut Diplomàtic i Consular i el Centre d'Estudis Marroquins.
Quan esclatà la guerra civil espanyola va fugir a Cabezón de la Sal. Fou un dels vint-i-dos juristes addictes a la revolta els qui designats pel Ministeri de la Governació el 21 de desembre de 1938 van elaborar el “dictamen sobre la il·legitimitat dels poders actuants el 18 de juliol de 1936”. Va morir d'una trombosi cerebral a la seva casa de Madrid.